# Park Row Building
El Park Row Building es un edificio situado en la calle Park Row, en el Distrito Financiero del borough neoyorquino de Manhattan. Es también conocido simplemente como 15 Park Row. El edificio fue diseñado por Robert Henderson Robertson, un pionero en el diseño de rascacielos de acero e ingeniero de la firma Nathaniel Roberts.
En 1999, la Comisión para la Preservación de Monumentos Históricos de Nueva York decretó el Park Row Building como Monumento Histórico de la ciudad de Nueva York.

## Historia

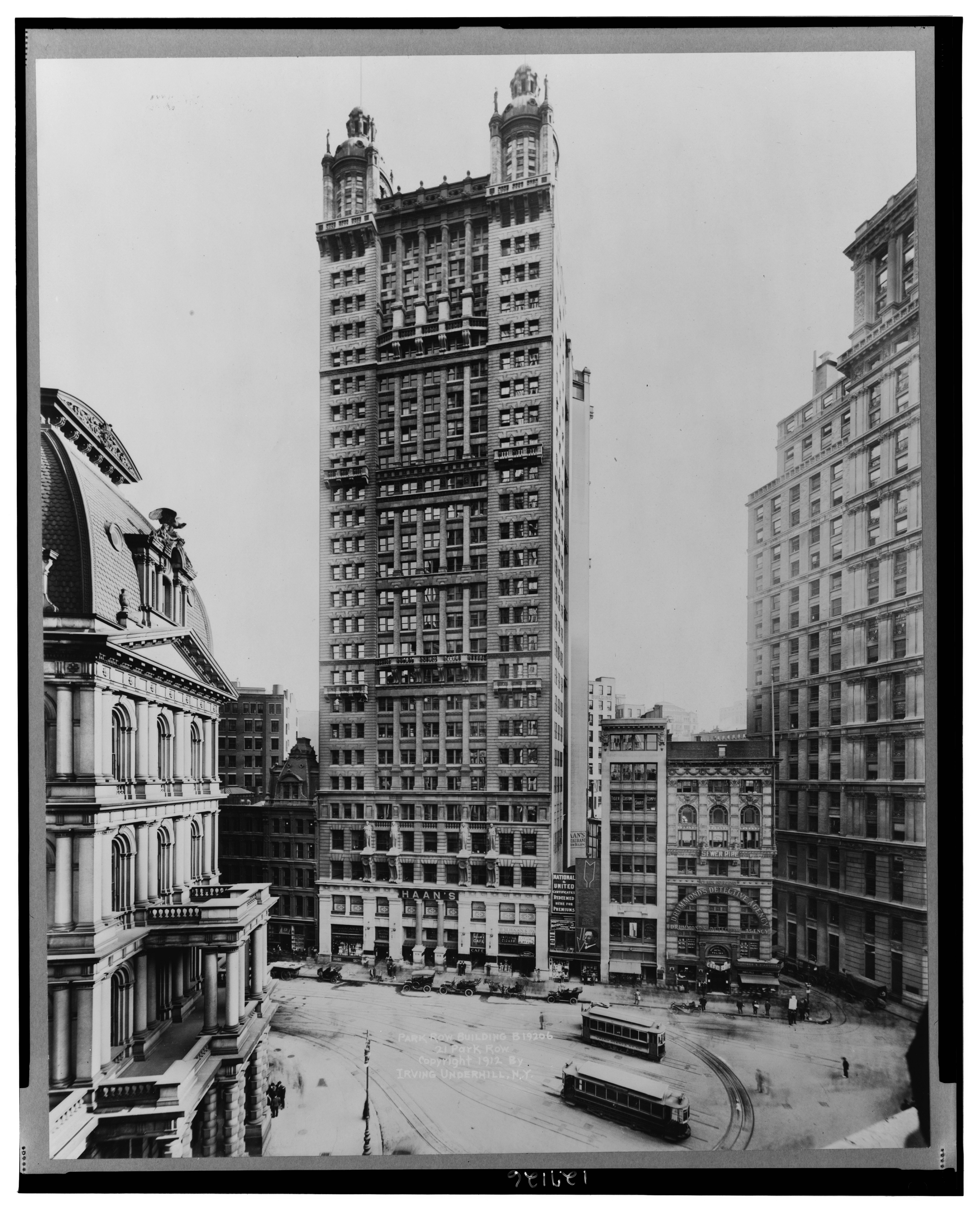
Imagen del Park Row Building en 1912.

Fue una de las primeras estructuras a las que se llamó rascacielos. El edificio se terminó en 1899 tras dos años y nueve meses de construcción, siendo uno de los nuevos edificios de oficinas ubicados en lo que fue conocido como «Newspaper Row», el centro de la industria de la prensa de la ciudad de Nueva York durante 80 años a partir de la década de 1840. El constructor fue la Park Row Construction Company, un sindicato cuyo asesor legal, William Mills Ivins, un destacado abogado y anterior abogado general del Estado de Nueva York , adquirió los bienes necesarios a nombre propio antes de cederlos al sindicato, razón por la cual el edificio fue a veces conocido como el Ivins Syndicate Building.
Con 119 metros de altura, fue el edificio de oficinas más alto del mundo desde 1899 hasta 1908, cuando fue superado por el Singer Building.
El edificio tiene 30 pisos de altura, de los cuales 26 son plantas completas, y dos cúpulas de cuatro pisos. Tiene una fachada de 31 m de ancho en Park Row, 23 m en Ann Street y de 15 m en Theater Alley. La base del edificio tiene una superficie de aproximadamente 1 400 m². El edificio contiene alrededor de 8 000 toneladas de acero y 12 000 toneladas de otros materiales, principalmente ladrillo y terracota. Los cimientos del Park Row Building se hicieron a partir de 3 900 pilotes de madera de abeto de Georgia hincados en arena mojada y coronados por bloques de granito. El coste total para construir este rascacielos fue de 2 400 000 de dólares.
El edificio ofrecía 950 oficinas separadas, cada una con una capacidad para unas 4 personas. Según una estimación, 25 000 personas pasaban por el edificio cada día. Una vez terminada la construcción, aproximadamente 4 000 personas trabajaban allí. A mediados de 1899, el edificio fue adquirido por el banquero de inversión y patrocinador del metro August Belmont, Jr., bajo el nombre de Park Row Realty Company. La primera sede de la Interborough Rapid Transit (IRT) se ubicó en este edificio. La Associated Press, recién incorporada en Nueva York, también tenía oficinas en el Park Row Building.
El 3 de mayo de 1920 se produjo la defenestración de Andrea Salsedo desde el piso 14 del Park Row Building, a las 4:20 de la mañana. El Departamento de Justicia le había detenido junto con Roberto Elia por su relación con una serie de atentados que se habían producido en Nueva York, Boston, Washington D. C., Filadelfia, Paterson, Cleveland y Pittsburgh. En los sitios donde se produjeron los atentados se encontraron unos folletos titulados "Pocas Palabras", firmados por "Combatientes Anarquistas", y debido a una "S" aberrante en la impresión, las autoridades rastrearon la imprenta donde Salsedo y Elia trabajaban. Fueron retenidos en el Park Row Building durante 8 semanas con comunicación externa limitada. La noche del 3 de mayo, Salsedo cayó desde el piso 14: los anarquistas afirman que fue arrojado, pero según la policía saltó.
En el año 2000 se desarrollaron los planos para una renovación integral de toda la estructura. Se incluyó la conversión de todas las plantas por encima de la 11 en 210 apartamentos de alquiler, con un coste de más de 30 millones de dólares. Todos los pisos por debajo del 11 permanecieron siendo de uso comercial. En 2002 ya se habían realizado las renovaciones y conversiones residenciales iniciales. Hasta 2014, los pisos del 2 al 8 fueron ocupados parcialmente por J&R World Music, Inc. Actualmente las residencias ocupan los pisos del 11 al 26, con otros apartamentos que se están construyendo en los pisos 9 y 10. Los dos apartamentos de cuatro pisos de las cúpulas ubicadas en los pisos del 28 al 30 aún no han sido renovados.

## Diseño
El Park Row Building, situado en Park Row, entre Beekman Street y Ann Street, se extiende a través del bloque del Theater Alley. Las principales características arquitectónicas del edificio se concentran en la fachada de Park Row, y en otra fachada secundaria similar en Ann Street. Las fachadas están recubiertas de granito de la tercera a la quinta planta, y con piedra caliza, ladrillo de color claro y terracota de la sexta hasta la número 26. Las dos plantas más bajas fueron revestidos de metal y vidrio durante una reforma en 1930. Las dos torres superiores están recubiertas principalmente de ladrillo de color claro y coronadas por grandes cúpulas de cobre. Los lados y la parte trasera del edificio están revestidos en su totalidad de ladrillo visto de color rojo (con restos de pintura de color crema). Desde el lado sur del edificio son visibles dos patios de luz. La mayoría de las ventanas originales fueron sustituidas por otras de aluminio y vidrio.
El edificio se mantiene prácticamente sin cambios en el exterior, a excepción de una modificación en 1930 de los dos pisos más bajos. La configuración actual de estas plantas, con grandes ventanas de vidrio y metal y enjutas de metal entre los pisos, sustituyó a la original, que contaba con una entrada central flanqueada por dos grandes columnas.

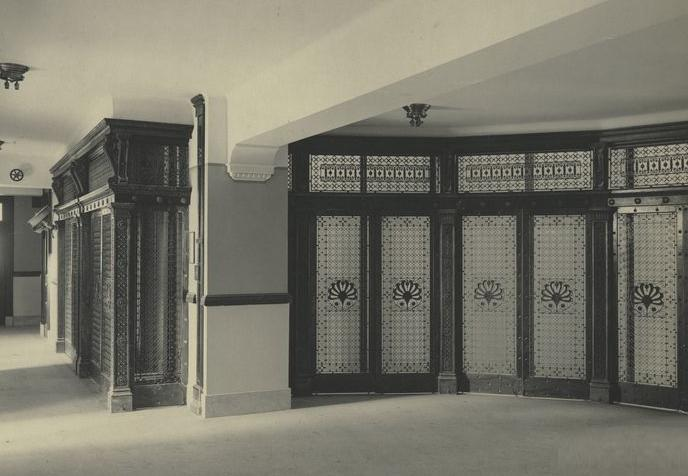
Ascensores
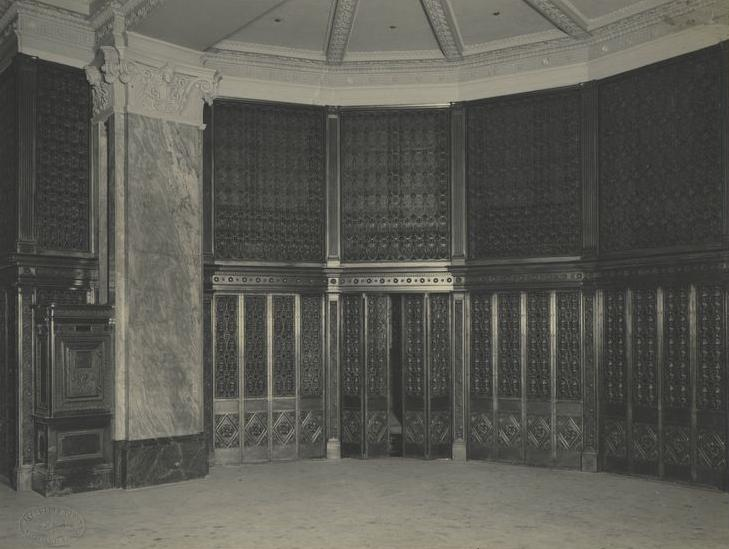
Vestíbulo
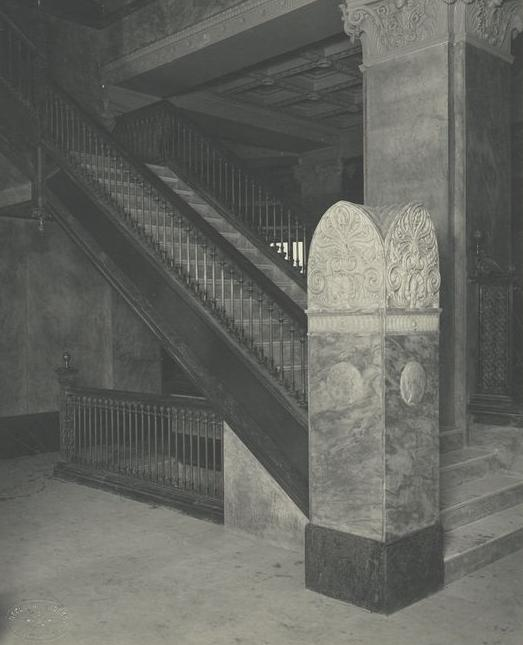
Escalera
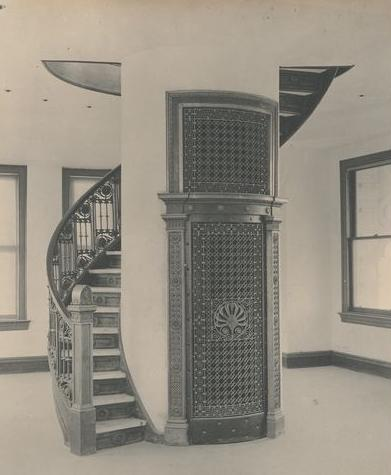
Torre superior

### Fachada de Park Row

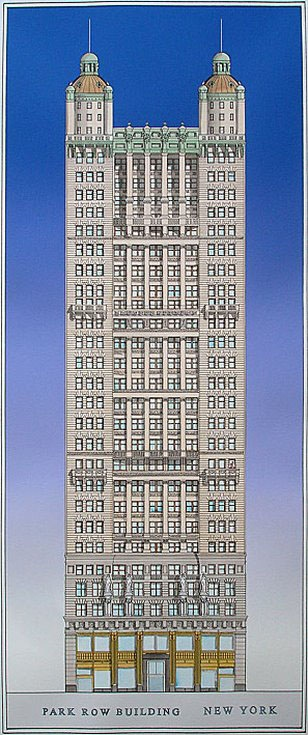
Fachada de Park Row.

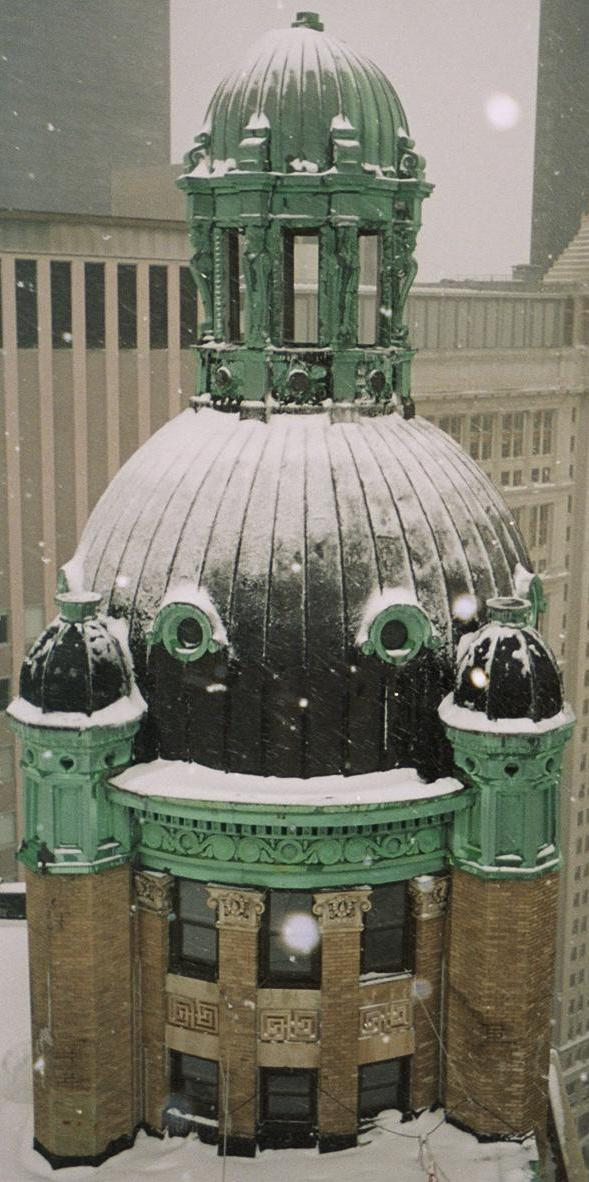
Torre Sur del edificio durante el invierno.

La fachada de Park Row se divide verticalmente en tres secciones. Cada una tiene un patrón continuo. Los exteriores están recubiertos de piedra almohadillada con tres ventanas uniformemente distanciadas entre sí. La sección central, de cinco ventanas cada piso, destaca por una serie de pilastras, columnas, balcones y molduras. Las divisiones horizontales de la fachada de Park Row están perfiladas por cornisas. La primera división horizontal se encuentra por encima de las dos primeras plantas, que contienen escaparates comerciales y grandes ventanas de exhibición creadas en 1930. Estos pisos más bajos son de siete ventanas de ancho, con una puerta de entrada principal en el centro enmarcada en mármol negro pulido rematado por un diseño escalonado. Las secciones laterales constan de tres ventanas, con dos puertas de vidrio y bronce centradas entre dos grandes ventanales. Entre cada ventada hay pilastras de metal de doble altura coronadas por paneles dorados con diseños art-deco.
Por encima de la segunda planta hay una cornisa de piedra cuya parte inferior está adornada con diseños en forma de rombo y un friso con rosetas. La siguiente sección horizontal es de dos pisos de altura y está compuesta de piedra almohadillada, con cuatro grandes figuras femeninas colocadas sobre grandes ménsulas que decoran el tercer piso.
Hay otra cornisa más pequeña en el cuarto piso, que se usa como barandilla con balaustres de piedra en la sección central. Las ventanas de este piso están separadas por paneles planos de piedra.
Por encima de la quinta planta hay una cornisa grande, que sobresale con un friso liso. Esta división se extiende desde el sexto hasta el décimo piso, con pilastras planas que separan las ventanas del centro desde la séptima hasta la novena planta. En el décimo piso hay pequeños balcones situados en las tres ventanas de cada lateral.
En la undécima planta hay otra cornisa, con un balcón que sobresale de la sección central. De la undécima a la decimotercera plantas, y de nuevo desde la decimocuarta a hasta la decimosexta hay pilares continuos entre las ventanas de la sección central. Cada conjunto está coronado por frisos continuos en el área central. Por encima del piso decimoséptimo hay un friso más ornamentado, mientras que en las secciones laterales de este nivel hay balcones. Los pilares continuos se vuelven a extender desde el decimoctavo piso hasta el vigésimo primero. Sobre este hay otra cornisa que se extiende a través de toda la fachada, con un amplio friso en la sección central. En el vigésimo segundo piso hay un balcón que sobresale en la sección central, mientras que unas columnas redondeadas separan las ventanas centrales en los pisos del veintitrés al veintiséis.
Una cornisa profusamente decorada remata la fachada. Esta, a su vez, está coronada por balaustradas de piedra a cada lado con un entablamento de cobre por encima de la sección central. Encima se ubican las dos torres distintivas del Park Row Building, que se asientan encima de las secciones laterales de la fachada. Cada torre se compone de tres pisos totalmente visibles, con un cuarto piso situado en la cúpula. De forma circular, las torres están flanqueadas por cuatro pilares de ladrillo octogonales, cada uno limitado por una cornisa de cobre y una pequeña cúpula superior. Cada una de estas cúpulas tenía originalmente una figura en la parte superior, que fue retirada. Estos pilares dividen cada torre en cuatro partes, cada una con tres ventanas. Los grandes cúpulas de cada torre constan de óculos enmarcados en bronce.

## Fachada de Ann Street
La fachada de Ann Street del Park Row Building tiene solo seis metros de ancho. La base de la fachada es de dos pisos de altura, coronados por una cornisa. La entrada al edificio desde esta calle fue cerrada y el ventanal del segundo piso fue tapiado. Por encima de la segunda planta, la fachada de Ann Street contiene tres ventanas en cada piso.
Los ornamentos en esta fachada se limitan a unos balcones, similares a los de la fachada de Park Row, que sobresalen de los pisos undécimo, decimoctavo y vigésimo sexto.

### Laterales y parte posterior
Debido a la configuración inusual de la parcela y del edificio, el lado de ladrillo sin adornos y las paredes traseras son muy visibles. El lado norte del edificio, que es el más grande, contiene unas cuantas ventanas cercanas a la fachada de Park Row, pero pocas cerca de la parte trasera del edificio en Theatre Alley. El piso 26 del edificio, justo por debajo de las dos torres, tiene una ornamentación mínima, que consiste en serie de pilastras.
El lado sur del edificio, visible desde Ann Street, consiste en una gran pared que contiene las aberturas de las ventanas, un patio de luz atravesado por ocho puntales de acero, y una pared de ladrillo blanco. Es visible desde muchos puntos de vista que las paredes de ladrillo rojo contienen restos de pintura color crema, que en un principio se habían aplicado al ladrillo para que coincidiese con las fachadas de piedra caliza de Park Row y Ann Street.

## Críticas
El público en general se impresionó por la estructura, y muchos temían por su altura y sus proporciones gigantescas. Considerado como uno de los primeros de los «rascacielos modernos», se elevaba de unos 15 a 20 pisos sobre la mayor parte de sus edificios vecinos.
Como no había estructuras comparables con los que medir los puntos fuertes y las debilidades del edificio, las críticas de la comunidad arquitectónica fueron bastante duras. En 1898, The New York Times citó a un crítico que escribió en The Real Estate Record and Guide: «Nueva York es la única ciudad que se permitiría la construcción de un monstruo semejante», y calificó las paredes blancas laterales de "absolutamente inexpresivas y vacuas ". En un artículo de 1908 en The New York Times, el arquitecto francés Augustin-Adolphe Rey, escribió que «uno de los lados del edificio es una pared completamente desnuda, ¿qué diferencia hay en cómo los demás lados son tratados?» El crítico Jean Schopfer consideró el edificio como «detestable».
El edificio tenía admiradores, entre ellos los fotógrafos Alvin Langdon Coburn y Charles Sheeler. Sheeler incluyó el edificio en el corto documental que hizo con Paul Strand, Manhatta (1921).

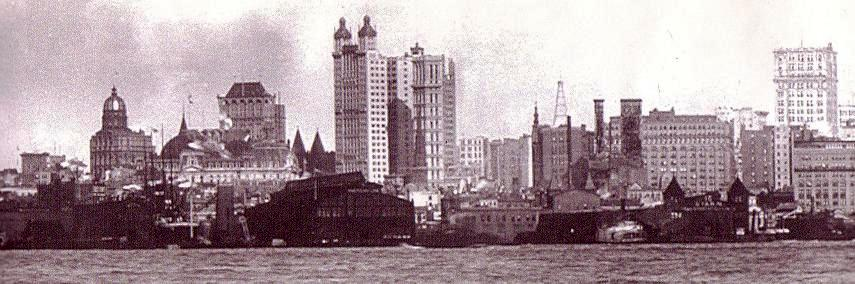
Skyline de Manhattan en 1902, con el Park Row Building en el centro.

## Sucesión
| Predecesor: Manhattan Life Insurance Building | Edificio más alto de Nueva York, Edificio más alto de los Estados Unidos, Edificio más alto del mundo 1899 - 1908 | Sucesor: Singer Building |

- Datos: Q1066662
- Multimedia: Park Row Building / Q1066662